# Георг Фридрих Кнап
Георг Фридрих Кнап (на немски: Georg Friedrich Knapp) е германски икономист, който през 1905 г. публикува труда Държавната теория за парите. С последната се основава теоретичното направление хартализъм, според което стойността на парите идва от емитирането им от органите на управлението (например държавното правителство), а не по спонтанен начин (т.е. като израз на обменни отношения).
Кнап се изучава в Мюнхен, Берлин и Гьотинген. През 1867 г. става директор на Лайпцигското статистическо бюро. През 1869 г. е назначен за асистент-професор по икономика и статистика в Лайпцигския университет. През 1874 г. е назначен за професор по политическа икономия в Страсбургския университет, където остава до 1918 година. Той е ректор в Страсбург през 1891 – 1892 и 1907 – 1908 година.
През 1886 г. основава периодичното издание Abhandlungen aus dem staatswissenschaftlichen Seminar zu Strassburg.